# Bataille du cap Spada
 (signalé en mai 2025).
Si vous disposez d'ouvrages ou d'articles de référence ou si vous connaissez des sites web de qualité traitant du thème abordé ici, merci de compléter l'article en donnant les références utiles à sa vérifiabilité et en les liant à la section « Notes et références ».
- Archive Wikiwix
- Bing
- Cairn
- DuckDuckGo
- E. Universalis
- Gallica
- Google
- G. Books
- G. News
- G. Scholar
- Persée
- Qwant
- (zh) Baidu
- (ru) Yandex
- (wd) trouver des œuvres sur Wikidata

Seconde Guerre mondiale
Batailles
1940
- Vado
- Siège de Malte
- Club Run
- Convoi Espero
- Mers el-Kébir
- Punta Stilo
- Cap Spada
- Hurry
- Cap Passero
- MB.8
- Tarente
- Détroit d'Otrante
- White
- Cap Teulada

1941
- Excess
- Convoi AN 14
- Grog
- Abstention
- Baie de La Sude
- Cap Matapan
- Îles Kerkennah
- Crète
- Galite
- Substance
- Halberd
- Convoi Duisburg
- Cap Bon
- Syrte (1941)
- Rade d'Alexandrie

1942
- Syrte (1942)
- Calendar
- Bowery
- Albumen
- Harpoon
- Vigorous
- Pedestal
- Agreement
- Torch
- Stoneage
- Sabordage de la flotte française à Toulon
- Portcullis
- Banc de Skerki
- Olterra (navire auxiliaire)
- Raid sur Alger

1943
- Zouara
- Convoi de Cigno
- Convoi de Campobasso
- Corkscrew
- Husky
- Gela
- Scylla
- Pietracorbara
- Dodécanèse
  - Rhodes
  - Leros
  - Kos
- Convoi KMF-25A

1944
- Ist
- Raid sur Santorin
- Raid sur Symi
- Port-Cros
- La Ciotat
- Île de Pag

1945
Mer Ligure
- Convois alliés
  - convois de Malte
- Campagne des U-boote
- Campagne adriatique

La bataille du cap Spada a eu lieu le 19 juillet 1940 au cours de la Seconde Guerre mondiale dans la mer Méditerranée, au large du cap Spada, au nord-ouest de l'extrémité de la Crète.

## Origines
Bien qu'il n'ait pas encore reçu d'écho de la bataille de Punta Stilo, la Supermarina (le commandement en chef de la marine royale italienne) décida de lutter contre les navires anglais qui circulaient dans la mer Égée en envoyant deux croiseurs légers à Portolago, sur l'île de Leros dans les Sporades. Les unités étaient le Bartolomeo Colleoni et le Giovanni dalle Banda Nere, des navires de la classe Condottieri de 5 200 à 6 570 tonnes, sous le commandement du contre-amiral Ferdinando Casardi, et qui formaient la 2e division de croiseurs.
À 21 heures, le 17 juillet, les deux croiseurs ont quitté leur mouillage à Tripoli et le matin suivant une formation britannique quitta Alexandrie en Égypte pour se diriger vers la mer Égée. La formation britannique était divisée en deux groupes sur les ordres du capitaine de vaisseau John Collins : le premier, commandé par Collins lui-même, comprenait le croiseur léger australien Sydney et le destroyer HMS Havock, avec pour tâche de patrouiller dans les eaux du golfe d'Athènes, le deuxième groupe, sous le commandement du capitaine de vaisseau Nicholson, était formé par quatre destroyers responsables d'une patrouille dans la lutte anti-sous-marins dans les eaux du canal de Caso, à l'est de la Crète, en prévision du passage de deux convois britanniques, dont pour l'un, le passage avait été transmis par les services secrets italiens à Istanbul au gouvernement italien et c'est la raison pour laquelle les deux croiseurs avaient quitté Tripoli.
Le 18 juillet, la direction de la marine avait informé le commandement des forces aériennes italiennes de la mer Égée à Rhodes de mener à bien des missions de reconnaissance sur le canal de Cerigotto pour assurer la couverture aérienne des croiseurs pendant leur mission. Le commandement avait à sa disposition à Rhodes deux groupes de bombardement avec une vingtaine de trimoteurs Savoia-Marchetti SM.81, la 163e escadrille de chasse terrestre avec onze biplans Fiat CR.32 et neuf Fiat CR.42 et la 161e escadrille de chasse autonome en mer avec sept hydravions IMAM Ro.44 (en). Les Ro.44 ont patrouillé dans la zone concernée sans voir les unités ennemies.

## La bataille
Les Italiens aperçurent les navires alliés vers 7 h 30 du matin. Le Sydney et le Havock étaient à 40 miles (64 km) au nord, à la recherche de sous-marins. Les autres destroyers ont attiré les croiseurs italiens dans une course poursuite vers le nord pour donner le temps au Sydney de venir à leur aide. Le Sydney vit les navires italiens à 8 h 26, ouvrit le feu à 8 h 29 et les bateaux italiens s'enfuirent vers le sud-ouest.
Dans la bataille qui suivit, le Bartolomeo Colleoni fut durement touché par le Sydney et après qu'un obus tomba sur le gouvernail de direction (à 9 h 23), le navire fut immobilisé. Le navire continua le combat mais fut incapable de manœuvrer et fut coulé par des torpilles du HMS Ilex et du HMS Hyperion à 9 h 59. Le Sydney se retira parce qu'il était à court de munitions et le Giovanni delle Bande Nere retourna à Benghazi. 555 marins du Bartolomeo Colleoni furent sauvés ; il y eut 121 morts.
Le principal intérêt historique de cette bataille est qu'elle a révélé le caractère très surestimé des capacités des navires italiens. Théoriquement, les croiseurs italiens pouvaient se déplacer à une vitesse de plus de 40 nœuds et n'auraient jamais du être rattrapés par le Sydney, limité à 32 nœuds. Mais en vérité, la marine italienne avait l'habitude de faire ses essais de vitesse, non seulement sur des navires pas à pleine charge (navires sans munitions et sans le plein de carburant), mais aussi privés d'une partie de leur armement.